# Milntown
Milntown est un bourg de la paroisse de Lezayre, sur l'île de Man. Il se nommait Altadale avant 1520 environ, date à laquelle il prend le nom du château construit à proximité et dont le propriétaire est John Christian. Une rivière, du nom de Miltown, traverse le village et va se jeter dans la Sulby, avant d'atteindre Ramsey.

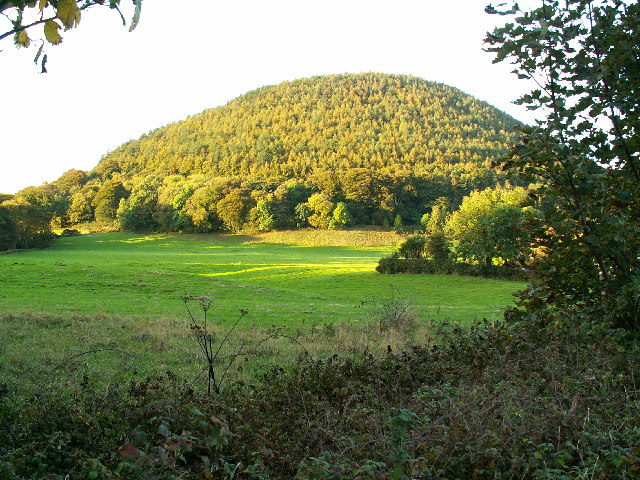
Le site présumé de la bataille de Skyhill, près de Milntown

Le village est célèbre pour avoir été le site de la bataille de Skyhill (1079) au cours duquel le futur roi de l'île Godred Crovan affronta une armée de soldats mannois.

## Berceau d'une famille renommée
Milntown est le berceau d'une famille d'origine celto-norroise, les Christian. Leurs ancêtres se nommaient Christin en norrois et MacCristen en langue celtique. John McCristen, le premier cité dans les archives, était deemster de l'île de Man en 1408 et du Tynwald en 1422 et déjà implanté dans la paroisse de Lezayre. Cette famille a donné des personnages célèbres comme Edward Christian (mort en 1661), gouverneur de l'île de Man, William Christian (1608-1663), gouverneur et opposant au seigneur de Man, Fletcher Christian (1764-1793), chef des révoltés du Bounty.